# Biancaneve e i sette nani (film 1995)
Biancaneve e i sette nani è un film pornografico del 1995, diretto dal regista Franco Lo Cascio, conosciuto con lo pseudonimo Luca Damiano, ispirato liberamente dall'omonima fiaba dei fratelli Grimm e dal lungometraggio d'animazione prodotto da Walt Disney nel 1937. 
La pellicola, conosciuta anche con il titolo Biancaneve sotto i nani, che fa riferimento anche ad un cartone animato a tema sessuale con lo stesso titolo, si fece conoscere anche al di fuori del mondo dell'hard in quanto riuscita parodia del classico e per la presenza di sette nani veri (tutti di nazionalità ungherese).

## Trama
La storia di Biancaneve raccontata in chiave erotica e comica: dalla fuga dalla sua perfida matrigna, la regina, al suo incontro con i sette nani, che le insegneranno le piccole cose della vita.